# Dingel
Dingel (Limodorum) ist eine Pflanzengattung aus der Familie der Orchideen (Orchidaceae). Die Gattung wurde von dem Botanikprofessor Georg Rudolf Böhmer im Jahre 1760 aufgestellt.
Die Herkunft und Bedeutung des Gattungsnamens ist nicht eindeutig geklärt. Eine etymologische Erklärung deutet auf die griechischen Wörter λειμών (leimon) = die Wiese, Weide und δώρον (doron) = das Geschenk. Diese Wortkombination „Wiesengeschenk“ wird in dem Standardwerk von Rudolf Schlechter Die Orchideen, 3. Auflage, 1992 aufgeführt. Die Typusart ist Limodorum abortivum (L.) Sw. Lange Zeit wurde diese Gattung als monotypisch angesehen.
Die Gattung hat ein mediterranes Verbreitungsgebiet und ist in Mitteleuropa nur mit dem Violetten Dingel (Limodorum abortivum) vertreten.

## Beschreibung
Bei den Pflanzen handelt es sich um Mykoparasiten (siehe auch parasitierende Pflanzen) mit kurzem Rhizom. Die Stängel sind mit scheidigen Schuppenblättern besetzt. Grüne Laubblätter fehlen.
Der Blütenstand ist lang gestreckt und vielblütig. Die Tragblätter sind länger als der Fruchtknoten. Die Blütenlippe ist zweigliedrig. Die Vorderlippe ist konkav mit hochgebogenem, welligem Rand. Die Blüten besitzen einen langen rudimentären Sporn. Die Pollinien sind ungestielt und haben eine gemeinsame, nackte Klebscheibe. Der überdurchschnittliche Fruchtansatz ist sowohl mit Allogamie wie mit Autogamie erklärbar. Auch Kleistogamie kommt vor. Die Fruchtkapseln sind groß, gestielt und aufrecht.

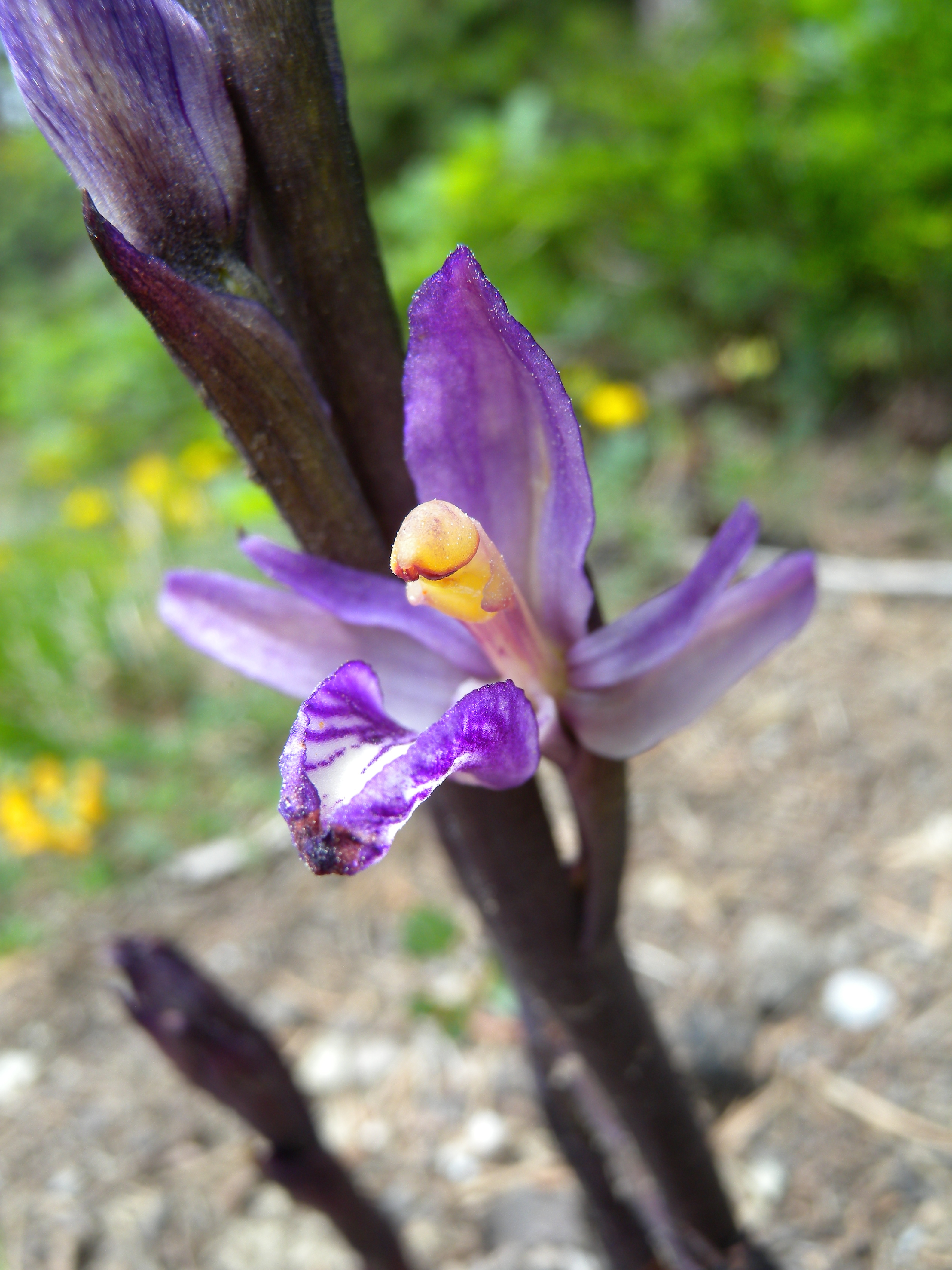
Dingel (Limodorum abortivum) im Wallis

## Taxonomie und Systematik
Die Gattung Limodorum wurde 1753 durch Carl von Linné in Species Plantarum Band 2, Seite 950 erstbeschrieben. Wissenschaftlich wurde diese Gattung mehrfach bearbeitet, so dass einige Synonyme entstanden:
- Limodoron St.-Lag.
- Jonorchis Beck
- Ionorchis Beck
- Lequeetia Bubani

### Arten
Heute werden folgende Arten und Varietäten anerkannt:
- Violetter Dingel (Limodorum abortivum (L.) Sw. ): Mit vier Varietäten:
  - Limodorum abortivum var. abortivum (L.) Sw. : Sie kommt in Europa vor und vom Mittelmeergebiet bis zum Kaukasus.[1]
  - Limodorum abortivum var. gracile (B.Willing & E.Willing) Kreutz : Sie kommt in Griechenland vor.[1]
  - Limodorum abortivum var. rubrum H. Sund. ex Kreutz : Sie kommt in der Türkei, in der Ägäis und auf Zypern vor.[1]
  - Limodorum abortivum var. viride Fateryga & Kreutz: Sie kommt auf der Krim vor.[1]
- Limodorum rubriflorum Bartolo & Pulv. : Sie kommt in der Türkei vor.[1]
- Trabuts Dingel (Limodorum trabutianum Batt. ): Sie kommt in Marokko, Algerien, Portugal, Spanien, auf den Balearen, in Sardinien, im westlichen Italien und in Sizilien vor.[1]